# Resolució 1814 del Consell de Seguretat de les Nacions Unides
La Resolució 1814 del Consell de Seguretat de les Nacions Unides, fou adoptada per unanimitat el 15 de maig de 2008. El Consell va demanar a tots els països que protegissin el transport marítim de mercaderies de socors a Somàlia contra els pirates.

## Resolució
El Consell de Seguretat va expressar el seu ferm suport a l'estratègia integrada del Secretari General Ban Ki-moon per construir els fonaments de la pau i l'estabilitat duradora a Somàlia, inclosos els plans per a una major presència internacional sobre el terreny en el país de la banya d'Àfrica.
En virtud del Capítol VII de la Carta de les Nacions Unides, el Consell va fer seu el plantejament de tres punts proposat en l'informe del Sr. Ban del 14 de març sobre la situació (document S/2008/178), que alineava els esforços polítics, de seguretat i de programació de les Nacions Unides al país d'una manera "seqüenciada i mútuament reforçada" i en va demanar una versió actualitzada en un termini de 60 dies.
Per facilitar aquesta estratègia, el Consell va aprovar la proposta del Sr. Ban d'establir una unitat de planificació conjunta a l'oficina del seu Representant Especial, i va acollir amb satisfacció la seva recomanació de traslladar l'Oficina Política de les Nacions Unides a Somàlia (UNPOS) i l'equip del país seu de Nairobi, Kenya, a Mogadiscio, seu de les Institucions Federals de Transició a Somàlia.
Va decidir que la UNPOS i l'equip del país donessin suport a les institucions federals de transició per desenvolupar una Constitució i celebrar un referèndum sobre el document resultant, així com celebrar eleccions democràtiques el 2009.
Pel que fa a la seguretat, va acollir amb satisfacció els esforços, en coordinació amb els donants, per reforçar el suport logístic, polític i tècnic de les Nacions Unides a la Unió Africana per ajudar a aquesta organització a reforçar la seva missió a Somàlia, coneguda com a AMISOM. També va demanar que el Secretari General continués la seva planificació de contingència per al possible desplegament d'una missió de manteniment de la pau de les Nacions Unides per assolir l'AMISOM, incloses les opcions de mandat, a més de les que ja es proposaven en el seu informe.
Recordant la seva intenció d'actuar contra persones o organitzacions que obstaculitzaven l'estabilitat a Somàlia o violaven l'embargament d'armes, va demanar al comitè de sancions del país que recomani, en un termini de 60 dies, mesures específiques per imposar-les.